# Zimnica (obwód wołogodzki)
Zimnica (ros. Зимница) – wieś w Rosji, w rejonie charowskim obwodu wołogodzkiego. W 2010 r. liczyła 5 mieszkańców.